# 現代建設
現代建設（ハングル: 현대건설 주식회사; ハンチャ: 現代建設 株式會社; RR: Hyeondae Geonseol Jusik Hoesa、HEDC）は、1950年に峨山の鄭周永が設立した大韓民国の建設会社である。ソウル特別市鐘路区桂洞に本社を置いている。

## 概要
現代自動車グループ系列の総合建設会社。1947年に現代土建社として創業した後、1950年1月、同社と現代自動車工業社が合併して現代建設（株）が発足した。
1958年、漢江人道橋復旧工事を竣工した。1960年11月に仁川港第1埠頭を竣工し、1962年には、韓国内の請負1位会社になった。
1970年7月には京釜高速道路を竣工し、1970年12月には湖南高速道路（大田から全州まで）を完工した。
1960年代中盤、国外に進出したが、大韓民国外地域に出た最初の建設会社だった。[3]1965年タイのパタニナラティワッ高速道路（Pattani Narathiwat Highway Project）を受注した。1967年5月、ベトナムに進出、カムランの小都市での工事を着工し、1976年6月から1980年12月まではジュベイル港湾工事を遂行した。そして1995年と1997年の間に1994年10月21日に崩壊した聖水大橋復旧工事を施行したことがある。また、KALのマンション再建築工事なウジャンサン現代ホームタウン（現ウジャンサン・ヒールステート）の工事当時、2000世帯を超えるマンション工事の費用を減らすため、一時のような系列だった現代産業開発と他の系列の韓進重工業と共同で施工して各社が負担して、ブランドは現代建設のものを使用したことがある。
2001年、流動性危機に不渡りを出して債権団によって現代グループから分離され、現代エンジニアリングなどと共に現代建設グループを成した。
2010年に再売却が推進され、翌2011年4月、現代自動車グループに買収された。